# Вейп (Айдахо)
Вейп (англ. Weippe; i[ˈwiːˈaɪp]) — місто в окрузі Клірвотер, штат Айдахо, США. Згідно з переписом 2010 року населення становило 441 особу, що на 25 осіб більше, ніж 2000 року.

## Географія
Вейп розташований за координатами 46°22′51″ пн. ш. 115°56′20″ зх. д. / 46.38083° пн. ш. 115.93889° зх. д. (46.380818, -115.938925).  За даними Бюро перепису населення США в 2010 році місто мало площу 1,09 км², з яких 1,08 км² — суходіл та 0,01 км² — водойми.

## Демографія

### Перепис 2010 року
За даними перепису 2010 року, у місті проживало 441 особа у 198 домогосподарствах у складі 121 родини. Густота населення становила 405,4 ос./км². Було 230 помешкань, середня густота яких становила 211,4/км². Расовий склад міста: 98,4 % білих, 0,7 % індіанців, 0,2 % азіатів, 0,2 % інших рас, а також 0,5 % людей, які зараховують себе до двох або більше рас. Іспанці та латиноамериканці незалежно від раси становили 1,8 % населення.
Із 198 домогосподарств 24,2 % мали дітей віком до 18 років, які жили з батьками; 46,0 % були подружжями, які жили разом; 11,1 % мали господиню без чоловіка; 4,0 % мали господаря без дружини і 38,9 % не були родинами. 31,3 % домогосподарств складалися з однієї особи, у тому числі 16,2 % віком 65 і більше років. У середньому на домогосподарство припадало 2,23 мешканця, а середній розмір родини становив 2,77 особи.
Середній вік жителів міста становив 48,4 року. Із них 20,9 % були віком до 18 років; 6 % — від 18 до 24; 17,4 % від 25 до 44; 32 % від 45 до 64 і 23,6 % — 65 років або старші. Статевий склад населення: 48,5 % — чоловіки і 51,5 % — жінки.
Середній дохід на одне домашнє господарство  становив 38 923 долари США (медіана — 27 240), а середній дохід на одну сім'ю — 43 268 доларів (медіана — 38 015). За межею бідності перебувало 18,5 % осіб, у тому числі 23,8 % дітей у віці до 18 років та 8,8 % осіб у віці 65 років та старших.
Цивільне працевлаштоване населення становило 207 осіб. Основні галузі зайнятості: освіта, охорона здоров'я та соціальна допомога — 28,5 %, виробництво — 17,9 %, сільське господарство, лісництво, риболовля — 13,5 %.

### Перепис 2000 року
За даними перепису 2000 року, у місті проживало 416 осіб у 161 домогосподарствах у складі 119 родин. Густота населення становила 391,8 ос./км². Було 198 помешкань, середня густота яких становила 186,5/км². Расовий склад міста: 97,12 % білих, 0,24 % афроамериканців, 1,20 % індіанців, 0,72 % інших рас і 0,72 % людей, які зараховують себе до двох або більше рас. Іспанці та латиноамериканці незалежно від раси становили 0,96 % населення.
Із 161 домогосподарства 36,6 % мали дітей віком до 18 років, які жили з батьками; 56,5 % були подружжями, які жили разом; 12,9 % мали господиню без чоловіка, і 25,5 % не були родинами. 20,5 % домогосподарств складалися з однієї особи, у тому числі 10,6 % віком 65 і більше років. У середньому на домогосподарство припадало 2,58 мешканця, а середній розмір родини становив 2,95 особи.
Віковий склад населення: 29,3 % віком до 18 років, 6,7 % від 18 до 24, 22,1 % від 25 до 44, 26,4 % від 45 до 64 і 15,4 % років і старші. Середній вік жителів — 38 років. Статевий склад населення: 50,5 % — чоловіки і 49,5 % — жінки.
Середній дохід домогосподарств у місті становив $26 442, родин — $28 281. Середній дохід чоловіків становив $30 694 проти $17 500 у жінок. Дохід на душу населення в місті був $13 175. Приблизно 16,8 % родин і 24,8 % населення перебували за межею бідності, включаючи 36,3 % віком до 18 років і 19,7 % від 65 і старших.